# Lincoln Aviator
Lincoln Aviator – samochód osobowy typu SUV klasy wyższej produkowany pod amerykańską marką Lincoln w latach 2002 – 2005 oraz ponownie od 2019 roku jako druga generacja.

## Pierwsza generacja

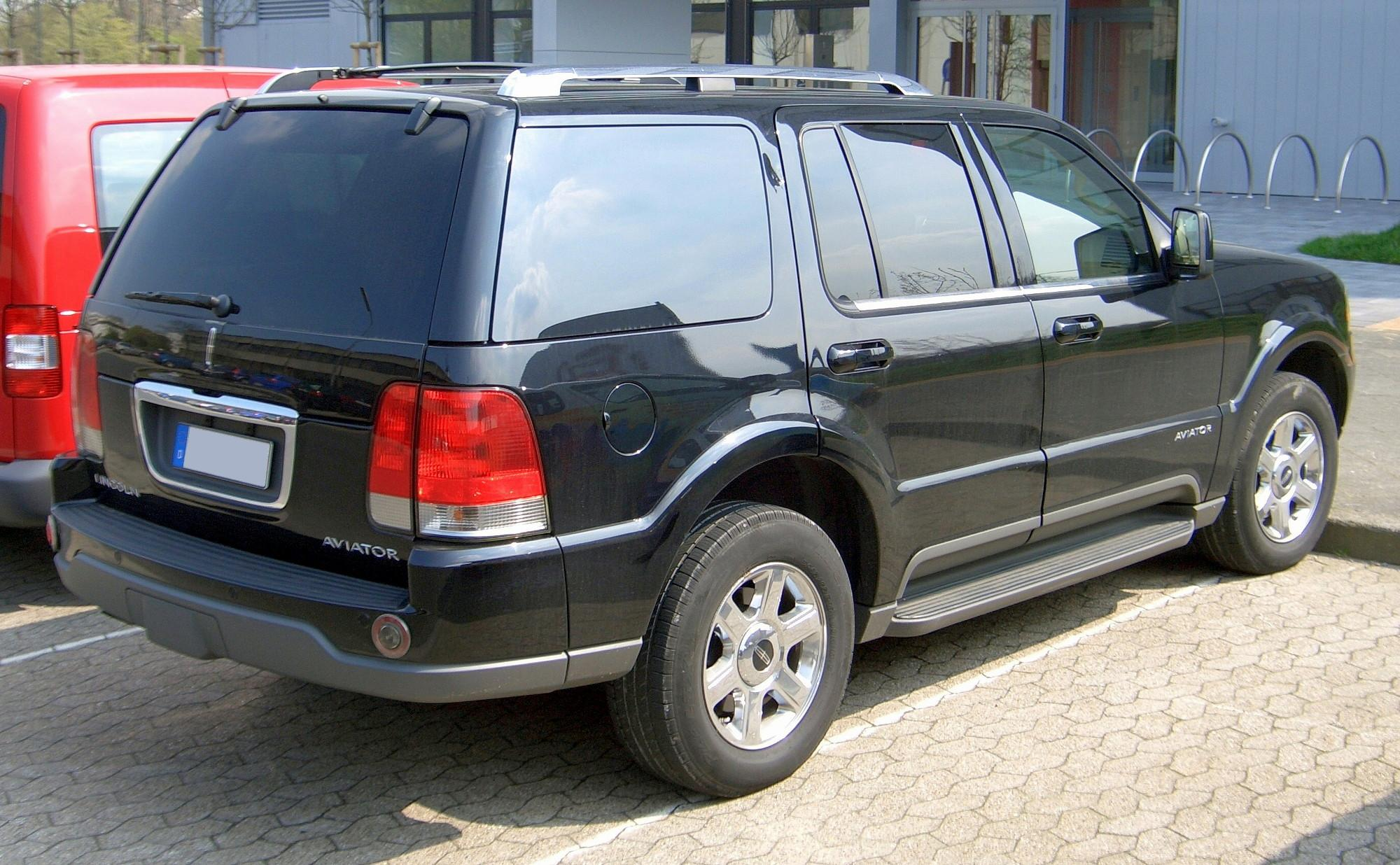
Lincoln Aviator I - tył

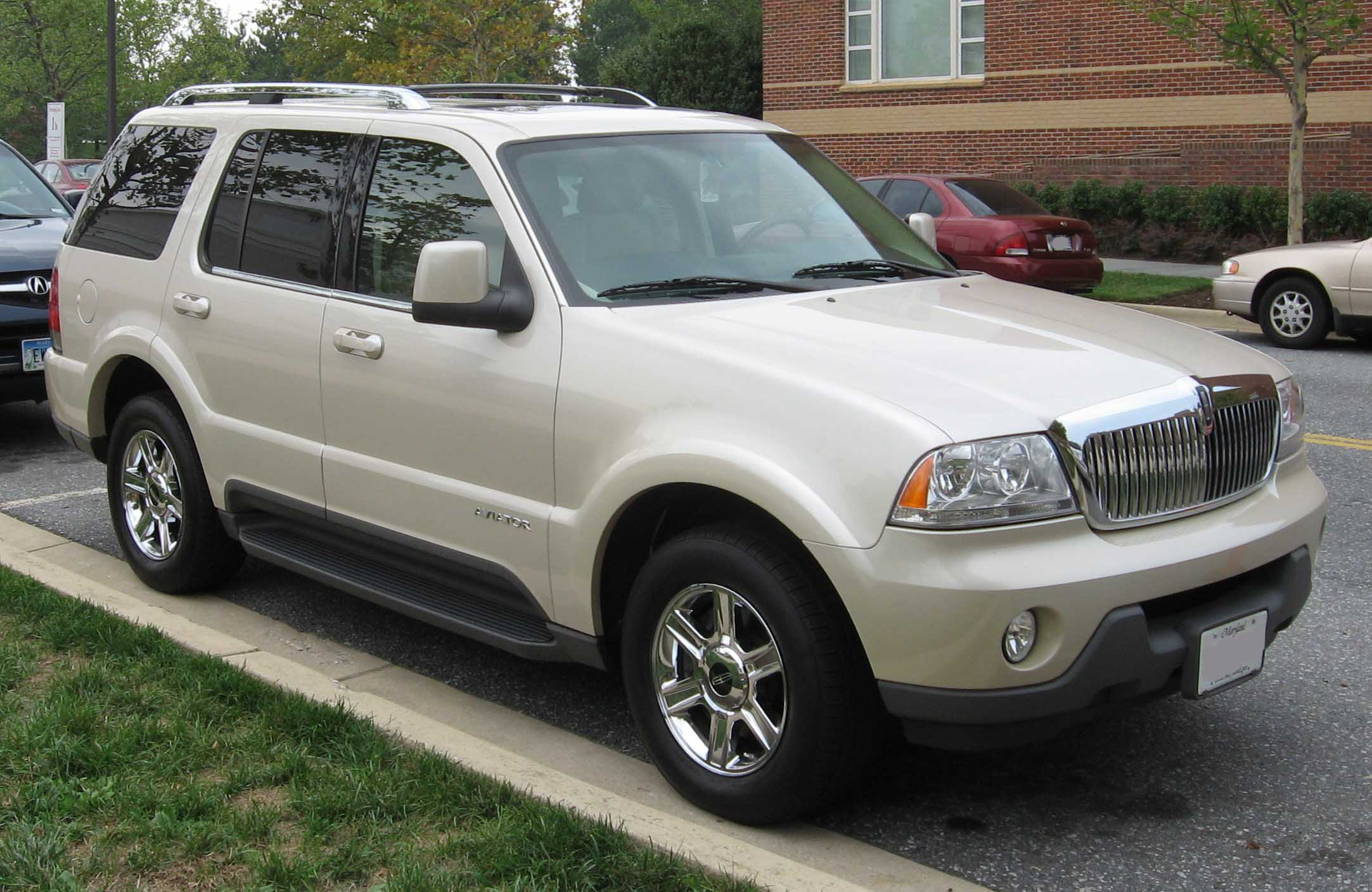
Lincoln Aviator I Premium

Lincoln Aviator I został zaprezentowany po raz pierwszy w 2002 roku.
Model Aviator powstał jako bliźniacza konstrukcja wobec Forda Explorera, uzupełniając ofertę SUV-ów Lincolna jako model mniejszy od sztandarowego Navigatora.
Pojazd został zbudowany na płycie podłogowej U-platform, charakteryzując się typowymi cechami wyglądu dla pojazdów Lincolna na początku XXI wieku. Przód zdobiły ścięte reflektory i wysoko umieszczona chromowana atrapa chłodnicy, z kolei tylną część przyozdobiły dwuczęściowe lampy, w przeciwieństwie do bliźniaczych modeli Forda i Mercury obejmujące także klapę bagażnika.
Produkcja została zakończona zaledwie po 3 latach rynkowej obecności z powodu małej popularności modelu. Producent nie zdecydował się zaprezentować bezpośredniego następcy, przez co jedynym SUV-em w gamie ponownie pozostał pełnowymiarowy Navigator.

### Dane techniczne
- V8 4,6 l (4601 cm³), 4 zawory na cylinder, DOHC
- Układ zasilania: wtrysk pośredni
- Średnica cylindra × skok tłoka: 90,20 mm × 90,00 mm
- Stopień sprężania: 9,85:1
- Moc maksymalna: 306 KM (225 kW) przy 5750 obr./min
- Maksymalny moment obrotowy: 407 N•m przy 3250 obr./min
- Maksymalna prędkość obrotowa silnika: 6300 obr./min
- Prześwit: 226 mm
- Rozstaw kół tył/przód: 1554/1547 mm
- Współczynnik oporu aerodynamicznego nadwozia: 0,41
- Przełożenie główne: 3,45:1
- Opony: 245/65 R17 H

## Druga generacja

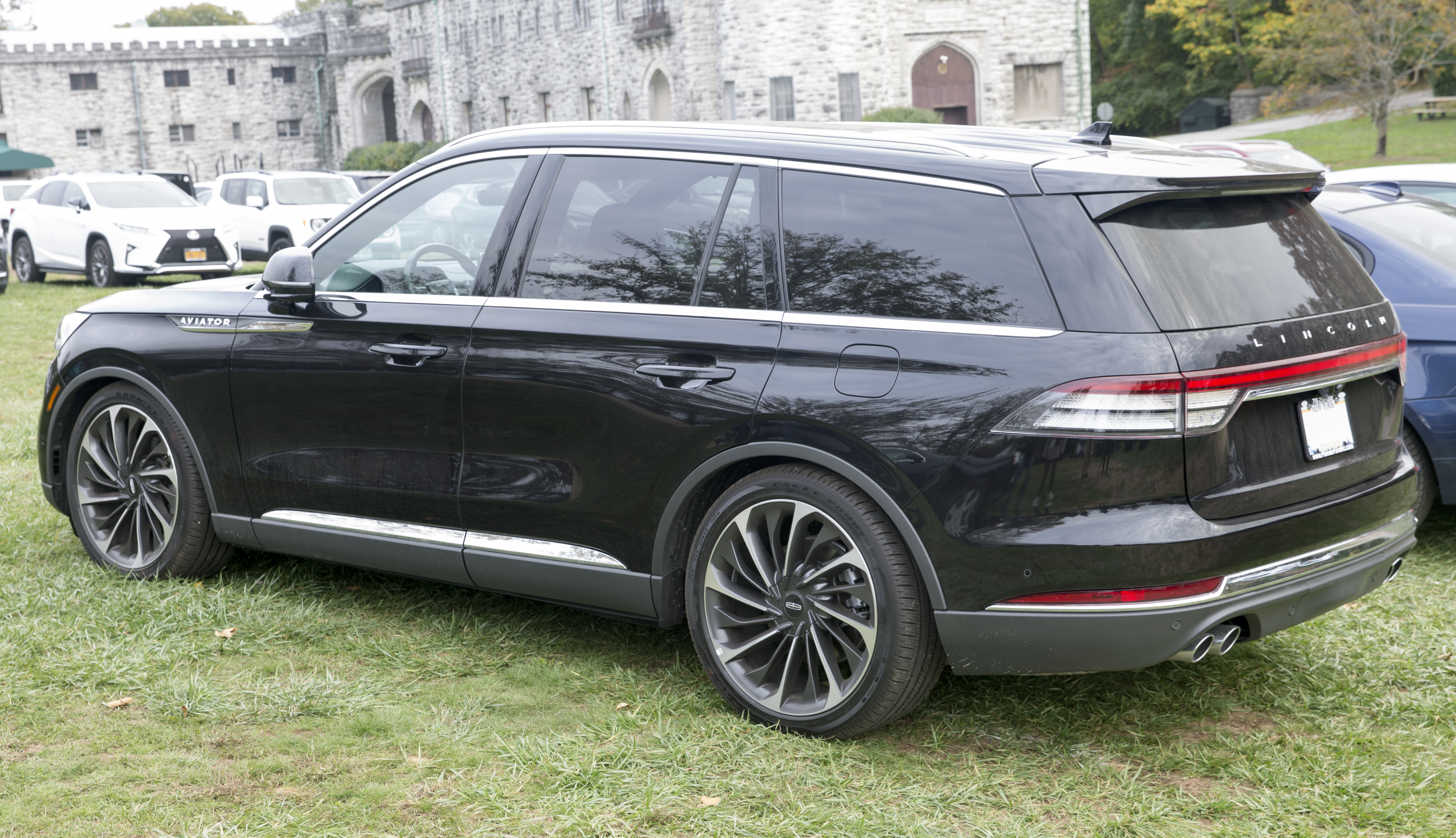
Lincoln Aviator II Reserve - tył

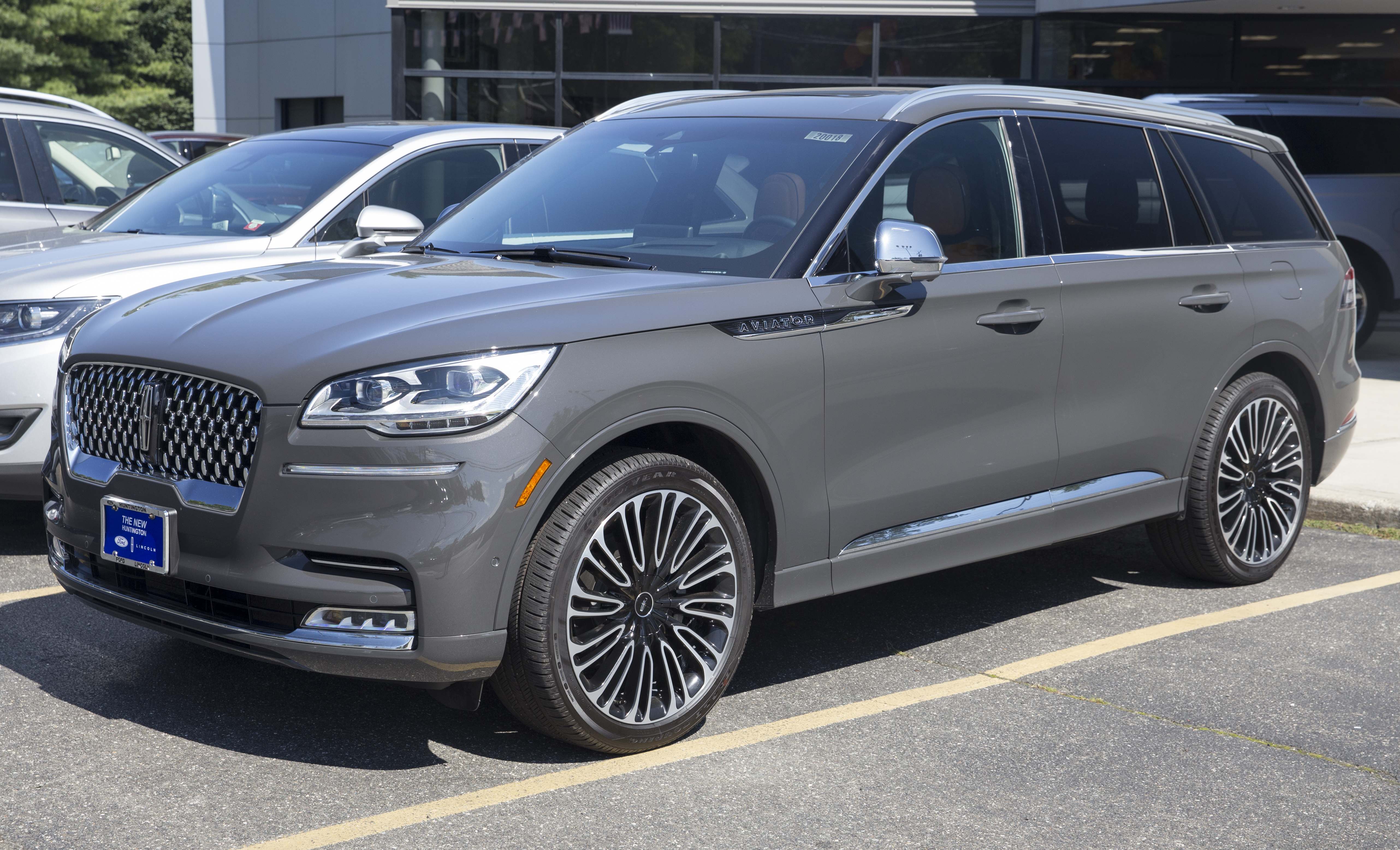
Lincoln Aviator II Black Label

Lincoln Aviator II został zaprezentowany po raz pierwszy w 2018 roku.
Ponad 13 lat po wycofaniu z rynku dotychczasowego modelu noszącego nazwę Aviator, Lincoln zdecydował się przywrócić ją do użytku na rzecz zupełnie nowego, większego niż dotychczas SUV-a plasującego się między modelami Nautilus i Navigator. Premierę zbudowanego od podstaw na nowej platformie koncernu Forda modelu poprzedziła prezentacja prototypu Aviator Concept w marcu 2018 roku.
Nieznacznie różniącego się od studium z 2018 roku seryjnego Aviatora przedstawiono jesienią 2018 roku na LA Auto Show. Samochód utrzymano w tym samym kierunku stylistycznym, w jakim zaprojektowano m.in. modele Continental i Navigator. Samochód otrzymał dużą chromowaną atrapę chłodnicy, a także pas tylnych lamp biegnący przez całą szerokość klasy bagażnika.

### Lifting
W lutym 2024 Lincoln Aviator drugiej generacji przeszedł obszerną modernizację, która przyniosła zmiany w wyglądzie pasa przedniego. Wzorem m.in. debiutującego równolegle nowego Nautilusa samochód zyskał charkaterystyczne wysunięte paski diod LED zachodzące na znacznie większy wlot powietrza. Przemodelowano także zderzaki, zastosowano nowe wzory felg oraz przeprojektowano kabinę pasażerską. Tam znalazła się nowa deska rozdzielcza z 12,4-calowym ekranem cyfrowych wskaźników oraz centralny 13,2 calowy dotykowy ekran systemu multimedialnego.

### Sprzedaż
Sprzedaż Aviatora drugiej generacji ruszyła w Ameryce Północnej i Chinach w lipcu 2019 roku po tym, a produkcja w zakładach Forda w Chicago rozpoczęła się miesiąc później, w sierpniu tego samego roku.

### Kontrowersje
W październiku lokalne amerykańskie media opisały kontrowersje, jakie wywołały wśród nabywców świeżo nabytych Aviatorów liczne usterki i problemy techniczne. Portal Guide Auto Web opisał problemy z prawidłowymi wskazaniami prędkościomierza i obrotomierza tuż po włączeniu silnika, z kolei The Truth About Cars opisało zgłaszane usterki okna dachowego, napinaczy tylnych pasów bezpieczeństwa, a także nieprawidłowo działającego komputera pokładowego, skrzyni biegów i hamulca postojowego.
Jedna z właścicielek Lincolna Aviatora, której problemy z samochodem podały amerykańskie media dodała w rozmowie z Detroit Free Press, że usterki pojawiły się mniej niż 24 godziny po odbiorze samochodu od dealera.

### Silnik
- V6 3.0l EcoBoost

## Sprzedaż
| Rocznik | Wysokość sprzedaży (USA) |
| ------- | ------------------------ |
| 2002    | 1856                     |
| 2003    | 29517                    |
| 2004    | 23644                    |
| 2005    | 15873                    |
| 2006    | 1711                     |